# Figuerismo

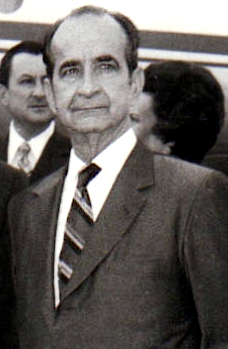
José Figueres Ferrer.

Se conoce como figuerismo a una tradición política e ideológica de Costa Rica de tendencia socialista democrática iniciada por la polémica figura de José Figueres Ferrer, uno de los referentes de la izquierda democrática de América Latina quien ejerció la presidencia de Costa Rica en tres ocasiones; como gobernante de facto tras la revolución costarricense entre 1948 y 1949 y luego como presidente democráticamente electo en dos ocasiones: 1953-1958 y 1970-1974. Varios partidos políticos costarricenses se proclaman a sí mismos como continuadores del figuerismo y como sus más fieles representantes, entre otros el Partido Liberación Nacional, Acción Ciudadana y Alianza Patriótica, todos los cuales rinden homenaje a la figura de José Figueres y tienen en sus filas personalidades cercanas al expresidente Figueres y de extracción figuerista.
A Figueres se le recuerda, entre otras cosas, por solidificar y asegurar la democracia en las elecciones nacionales, por industrializar a Costa Rica, por haber respetado las "Garantías Sociales" (una serie de reformas sociales beneficiosas para las clases populares promulgadas en la administración Calderón y causantes de la guerra civil que no fueron derogadas por Figueres), por haber abolido el ejército, aprobado el sufragio femenino, puesto fin a la segregación racial (hasta 1949 los negros no tenían derecho a votar ni a salir de ciertas áreas) y la creación del Instituto Costarricense de Electricidad. 
El centenario de su nacimiento el 25 de setiembre de 2006 fue celebrado tanto por el gobierno presidido por Óscar Arias del Partido Liberación Nacional como en la Asamblea Legislativa por la primera fuerza de oposición el Partido Acción Ciudadana

## Ideología
José Figueres Ferrer se proclamaba adherente tanto del socialismo utópico como del liberalismo social y desarrolló una forma de socialismo particularmente criolla y autóctona de Costa Rica, que fue económicamente muy exitosa, difícil de definir en estándares internacionales. Militó en el grupo Acción Demócrata, a su vez parte del Partido Demócrata opositor al gobierno socialcristiano de Rafael Ángel Calderón Guardia que estaba aliado al Partido Comunista Costarricense y lideró la revolución contra Calderón tras anularse las elecciones en 1948 por el Congreso Constitucional cuando resultó derrotado Calderón ante el candidato opositor (y futuro aliado de Calderón) Otilio Ulate argumentando irregularidades electorales, siendo comandante del llamado Ejército de Liberación Nacional que salió victorioso en la guerra del 48. 
En 1953 se fusionan el Centro de estudios de los problemas nacionales y Acción Demócrata dando nacimiento al Partido Liberación Nacional con Figueres como su primer candidato y también su primer presidente democráticamente electo. El Centro se retroalimentaba del pensamiento socialdemócrata de la época particularmente de Haya de la Torre. El figuerismo no es sinónimo del liberacionismo, es decir, la ideología que gira en torno al Partido Liberación Nacional la cual tiene un variado archipiélago de tendencias internas.

## Partidos

### Partido Liberación Nacional
A la tradición política del Partido Liberación Nacional se le conoce como "liberacionismo" y no debe ser confundida con el figuerismo, si bien éste es una de las tendencias más importantes, coexisten dentro del PLN distintas tendencias no siempre amigas entre sí, como el arismo vinculado a la familia Arias Sánchez, y el mongismo y arayismo vinculados a la familia Araya Monge. 
Tanto Figueres Ferrer como su hijo José María Figueres Olsen, fueron presidentes de la República por medio del PLN. Otras figuras figueristas como la exdiputada y ex primera dama Karen Olsen Beck y la hija de Figueres Ferrer, Muni Figueres, aún se encuentran vinculadas al PLN.

### Partido Acción Ciudadana
Fundado por diferentes personalidades en buena parte provenientes del PLN, el Partido Acción Ciudadana tiene entre sus miembros a personalidades cercanas al figuerismo, como uno de sus fundadores el escritor Alberto Cañas Escalante quien fue cercano a Figueres Ferrer y la ex primera dama Josette Altmann Borbón quien fue nuera de éste y esposa de Figueres Olsen. Otra figura proveniente del figuerismo es el presidente Luis Guillermo Solís Rivera quien dejó el PLN por el PAC a raíz del desacuerdo con el arismo y el apoyo del partido al TLC con Estados Unidos. Solís Rivera solía pertenecer a la tendencia figuerista junto con Mariano Figueres Olsen y ambos abandonaron las filas del PLN al mismo tiempo, adhiriéndose a partidos distintos aunque aliados.

### Alianza Patriótica
Partido liderado por Mariano Figueres Olsen, hijo de Figueres Ferrer y hermano del expresidente José María Figueres Olsen, este partido se reivindica como socialdemócrata y como verdadero continuador del figuerismo y critican al PLN como un partido neoliberal.